# خير الدين (ولاية مستغانم)
خير الدين إحدى بلديات دائرة خير الدين التابعة لولاية مستغانم.
1. ↑   بي دي إف Recensement 2008 de la population algérienne, wilaya de Mostaganem, sur le site de l'ONS. نسخة محفوظة 23 يوليو 2018 على موقع واي باك مشين.